# Leavenworth (Indiana)
Leavenworth es un pueblo ubicado en el condado de Crawford en el estado estadounidense de Indiana. En el Censo de 2010 tenía una población de 238 habitantes y una densidad poblacional de 105,62 personas por km².

## Geografía
Leavenworth se encuentra ubicado en las coordenadas 38°12′0″N 86°21′0″O / 38.20000, -86.35000. Según la Oficina del Censo de los Estados Unidos, Leavenworth tiene una superficie total de 2.25 km², de la cual 2.13 km² corresponden a tierra firme y (5.52%) 0.12 km² es agua.

## Demografía
Según el censo de 2010, había 238 personas residiendo en Leavenworth. La densidad de población era de 105,62 hab./km². De los 238 habitantes, Leavenworth estaba compuesto por el 94.96% blancos, el 2.52% eran afroamericanos, el 0% eran amerindios, el 0% eran asiáticos, el 1.68% eran isleños del Pacífico, el 0% eran de otras razas y el 0.84% pertenecían a dos o más razas. Del total de la población el 1.26% eran hispanos o latinos de cualquier raza.